# Lyncestide

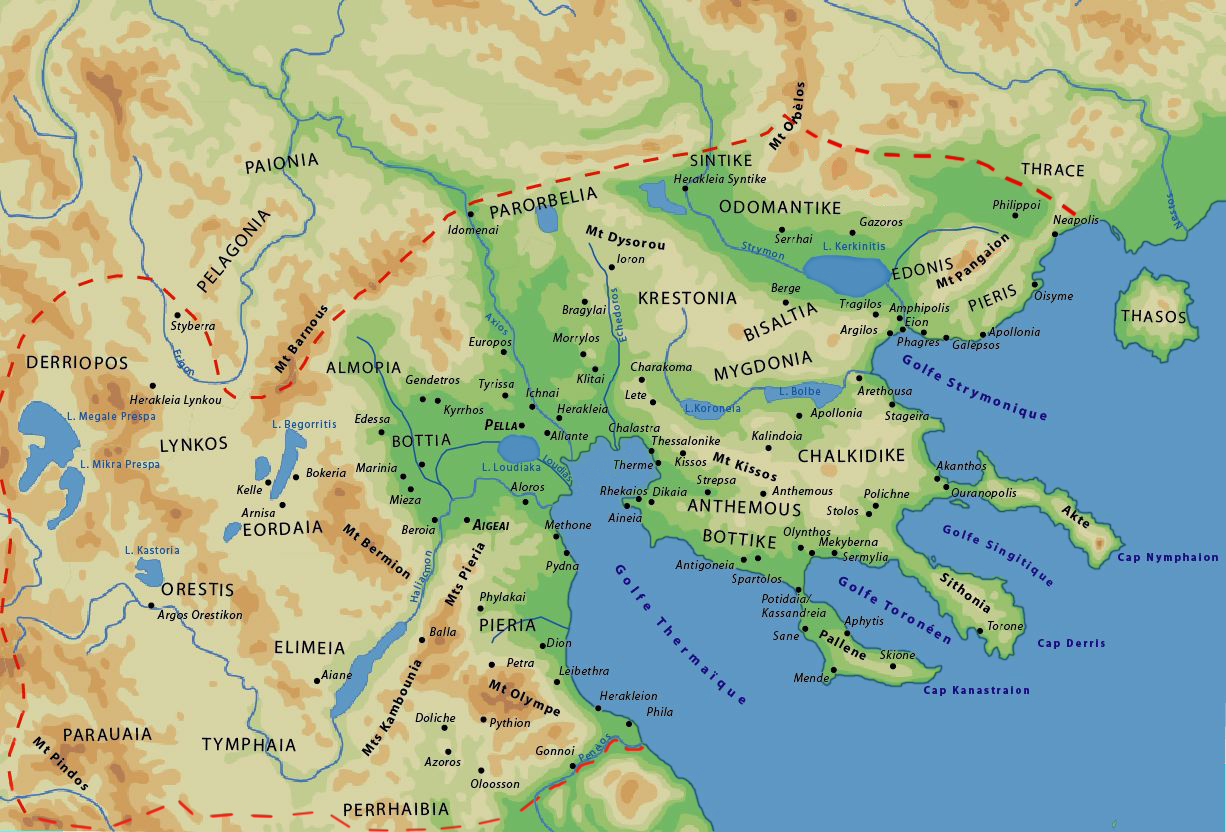
Lyncestide (Lynkos), au nord-ouest de la Macédoine.

La Lyncestide (en grec ancien Λυγκηστίς / Lynkestis qui signifie « Pays du lynx ») ou Lyncos  (en grec ancien Λύγκος / Lynkos) est une région antique de la haute Macédoine située à la frontière de l'Illyrie. Elle est gouvernée dans les premiers temps par des rois, souverains indépendants ou semi-indépendants, jusqu'à l'époque où les derniers rois argéades de Macédoine, Amyntas IV et Philippe II, mettent fin au IVe siècle av. J.-C. à leur indépendance par le biais d'unions dynastiques et l'envoi des fils des chefs tribaux en otages dans les palais macédonien.

## Histoire
Le nord de la Lyncestide correspond à la région de Deuriopos, pendant que la Péonie en est le nord-est, la Pélagonie la frontière est, l'Émathie et l'Almopie la limite sud-est, et l'Orestie (région de Kastoria), Eordaia et le cours de l'Aliakmon en marquaient la limite sud. Les Lyncestes sont une tribu grecque du nord-ouest établie près des Molosses une tribu d'Épire,.
Les riches et turbulents rois de Lyncestide se proclament les descendants des  Bacchiades qui auraient été expulsés de Corinthe au VIIe siècle av. J.-C.,. Pendant la guerre du Péloponnèse (431-404 av. J-C.) Arrabaios, le roi de Lyncestide, combat contre Perdiccas II qui doit mener contre lui plusieurs expéditions.
Les tribus de Lyncestide sont connues comme étant les Lyncestes (Lynkestai). Selon Strabon, Irra est la fille d'Arrabaio et sa petite-fille est Eurydice, la mère de Philippe II.

## Rois et princes de Lyncestide
- Broméros, vers 475 av. J.-C. ;
- Arrabaios Ier, vers 445, fils du précédent ;
- Une fille anonyme d'Arrabaios Ier, épouse Sirrhas, roi vers 430 ;
- Une fils anonyme d'Arrabaios Ier, roi vers 415 ;
- Arrabaios II, roi vers 385, fils du précédent ;
- Aéropos, fils d'Arrabaios II ;
- Arrabaios III (exécuté), Héromenès (exécuté), Alexandre le Lynceste, fils du précédent ;
- Amyntas, fils d'Arrabaios III, sert comme officier de cavalerie sous Alexandre le Grand.